# Buenos Aires (曲)
「Buenos Aires」（ブエノスアイレス）は、女性アイドルグループIZ*ONEの楽曲である。秋元康が作詞、渡辺未来が作曲した。2019年6月26日に日本2ndシングルとしてEMI Recordsより発売された。楽曲のセンターポジションはキム・ミンジュが務めた。

## 背景とリリース
日本では前作の「好きと言わせたい」以来約4か月ぶりのシングルリリース。
通常盤Type A・Type Bの2形態、IZ*ONE JAPAN OFFICIAL SHOP限定商品 WIZ*ONE盤の1形態とメンバーソロジャケット盤の12形態、IZ*ONE JAPAN OFFICIAL SHOP限定商品 WIZ*ONE盤全13形態がセットとなったCD-BOX盤が1形態の全16形態での発売となった。
2019年5月3日、日本武道館で行われた「IZ*ONE JAPAN 1st Fan Meeting」にて発売することを発表し、同日IZ*ONE公式サイトで本シングルの概要が発表された。5月24日、収録曲及びジャケット写真が公開された。5月27日には表題曲「Buenos Aires」のミュージックビデオのティーザー1を公開し、6月1日にはティーザー2が公開された。6月1日放送の『シブヤノオト』（NHK総合）にて表題曲「Buenos Aires」を初披露した。6月13日、表題曲「Buenos Aires」のミュージックビデオを公開した。6月14日、表題曲「Buenos Aires」が『LINE MUSIC』にて先行配信がスタートした。
6月26日発売日当日には『「Buenos Aires」発売記念スペシャルトークイベント』がファンクラブ会員限定で行われた。8月10日から9月23日にかけて4日間（東京2会場、名古屋・大阪各1会場ずつ）『「Buenos Aires」WIZ*ONE盤CD発売記念 「個別ハイタッチ会」「個別メッセージカードお渡し会」「個別サイン会」』及び通常盤CDの封入特典の『「グループハイタッチ会」「ユニットハイタッチ会」「全員ハイタッチ会」「全員サイン会」』を開催した。

## ミュージック・ビデオ
Buenos Aires
監督：林響太朗
撮影は、2019年5月に茨城県のスタジオで2日間行われた。MVのテーマは「誘惑」。ハエトリグサなどの食虫植物も登場し、甘い誘いと鋭い切れ味の狭間に生まれる魅力をダンスや美術、照明で表現。振付は「ご機嫌サヨナラ」（IZ*ONE）や、「NO WAY MAN」（AKB48）の振付を担当したRuu。

## シングル収録トラック

### 通常盤 Type A
| #         | タイトル                        | 作詞      | 作曲      | 編曲      | 時間  |
| --------- | ------------------------------- | --------- | --------- | --------- | ----- |
| 1.        | 「Buenos Aires」                | 秋元康    | 渡辺未来  | 渡辺未来  | 4:23  |
| 2.        | 「Tomorrow」                    | 秋元康    | GRP、NIYA | GRP       | 3:07  |
| 3.        | 「Target」                      | 秋元康    | 森大輔    | 森大輔    | 3:44  |
| 4.        | 「Buenos Aires (Instrumental)」 |           | 渡辺未来  | 渡辺未来  | 4:23  |
| 5.        | 「Tomorrow (Instrumental)」     |           | GRP、NIYA | GRP       | 3:05  |
| 6.        | 「Target (Instrumental)」       |           | 森大輔    | 森大輔    | 3:42  |
| 合計時間: | 合計時間:                       | 合計時間: | 合計時間: | 合計時間: | 22:24 |

| #  | タイトル                     | 作詞 | 作曲・編曲 | 監督     |
| -- | ---------------------------- | ---- | ---------- | -------- |
| 1. | 「Buenos Aires Music Video」 |      |            | 林響太朗 |
| 2. | 「Target Music Video」       |      |            | 横堀光範 |

### 通常盤 Type B
| #         | タイトル                         | 作詞      | 作曲      | 編曲      | 時間  |
| --------- | -------------------------------- | --------- | --------- | --------- | ----- |
| 1.        | 「Buenos Aires」                 | 秋元康    | 渡辺未来  | 渡辺未来  | 4:23  |
| 2.        | 「Tomorrow」                     | 秋元康    | GRP、NIYA | GRP       | 3:07  |
| 3.        | 「年下Boyfriend」                | 秋元康    | 板垣祐介  | APAZZI    | 3:55  |
| 4.        | 「Buenos Aires (Instrumental)」  |           | 渡辺未来  | 渡辺未来  | 4:23  |
| 5.        | 「Tomorrow (Instrumental)」      |           | GRP、NIYA | GRP       | 3:05  |
| 6.        | 「年下Boyfriend (Instrumental)」 |           | 板垣祐介  | APAZZI    | 3:54  |
| 合計時間: | 合計時間:                        | 合計時間: | 合計時間: | 合計時間: | 22:47 |

| #  | タイトル                      | 作詞 | 作曲・編曲 | 監督     |
| -- | ----------------------------- | ---- | ---------- | -------- |
| 1. | 「Buenos Aires Music Video」  |      |            | 林響太朗 |
| 2. | 「年下Boyfriend Music Video」 |      |            | 荒船泰廣 |

### WIZ*ONE盤
| #         | タイトル                        | 作詞      | 作曲           | 編曲      | 時間  |
| --------- | ------------------------------- | --------- | -------------- | --------- | ----- |
| 1.        | 「Buenos Aires」                | 秋元康    | 渡辺未来       | 渡辺未来  | 4:23  |
| 2.        | 「Tomorrow」                    | 秋元康    | GRP、NIYA      | GRP       | 3:07  |
| 3.        | 「Human Love」                  | 秋元康    | フジノタカフミ | APAZZI    | 3:58  |
| 4.        | 「Buenos Aires (Instrumental)」 |           | 渡辺未来       | 渡辺未来  | 4:23  |
| 5.        | 「Tomorrow (Instrumental)」     |           | GRP、NIYA      | GRP       | 3:05  |
| 6.        | 「Human Love (Instrumental)」   |           | フジノタカフミ | APAZZI    | 3:57  |
| 合計時間: | 合計時間:                       | 合計時間: | 合計時間:      | 合計時間: | 22:53 |

### Special Edition
| #         | タイトル          | 作詞      | 作曲           | 編曲      | 時間  |
| --------- | ----------------- | --------- | -------------- | --------- | ----- |
| 1.        | 「Buenos Aires」  | 秋元康    | 渡辺未来       | 渡辺未来  | 4:23  |
| 2.        | 「Tomorrow」      | 秋元康    | GRP、NIYA      | GRP       | 3:07  |
| 3.        | 「Target」        | 秋元康    | 森大輔         | 森大輔    | 3:44  |
| 4.        | 「年下Boyfriend」 | 秋元康    | 板垣祐介       | APAZZI    | 3:55  |
| 5.        | 「Human Love」    | 秋元康    | フジノタカフミ | APAZZI    | 3:58  |
| 合計時間: | 合計時間:         | 合計時間: | 合計時間:      | 合計時間: | 19:07 |

## 歌唱メンバー

### Buenos Aires
（センター : キム・ミンジュ）
- チャン・ウォニョン、宮脇咲良、チョ・ユリ、チェ・イェナ、アン・ユジン、矢吹奈子、クォン・ウンビ、カン・ヘウォン、本田仁美、キム・チェウォン、キム・ミンジュ、イ・チェヨン

### Tomorrow
- チャン・ウォニョン、宮脇咲良、チョ・ユリ、チェ・イェナ、アン・ユジン、矢吹奈子、クォン・ウンビ、カン・ヘウォン、本田仁美、キム・チェウォン、キム・ミンジュ、イ・チェヨン

### Target
（センター : アン・ユジン）
- 宮脇咲良、アン・ユジン、クォン・ウンビ、カン・ヘウォン、キム・ミンジュ、イ・チェヨン

### 年下Boyfriend
（センター : キム・チェウォン）
- チャン・ウォニョン、チョ・ユリ、チェ・イェナ、矢吹奈子、本田仁美、キム・チェウォン

### Human Love
- チョ・ユリ、アン・ユジン